# Timarcha gougeleti
Timarcha gougeleti es una especie de insecto coleóptero de la familia Chrysomelidae.
Fue descrita científicamente en 1859 por Fairmaire.